# آکادمی نیروی دریایی آمریکا
آکادمی نیروی دریایی ایالات متحده آمریکا (به انگلیسی: United States Naval Academy) از برجسته‌ترین دانشگاه‌های نظامی ایالات متحده‌است و در شهر آناپولیس در مریلند در آمریکا واقع است.

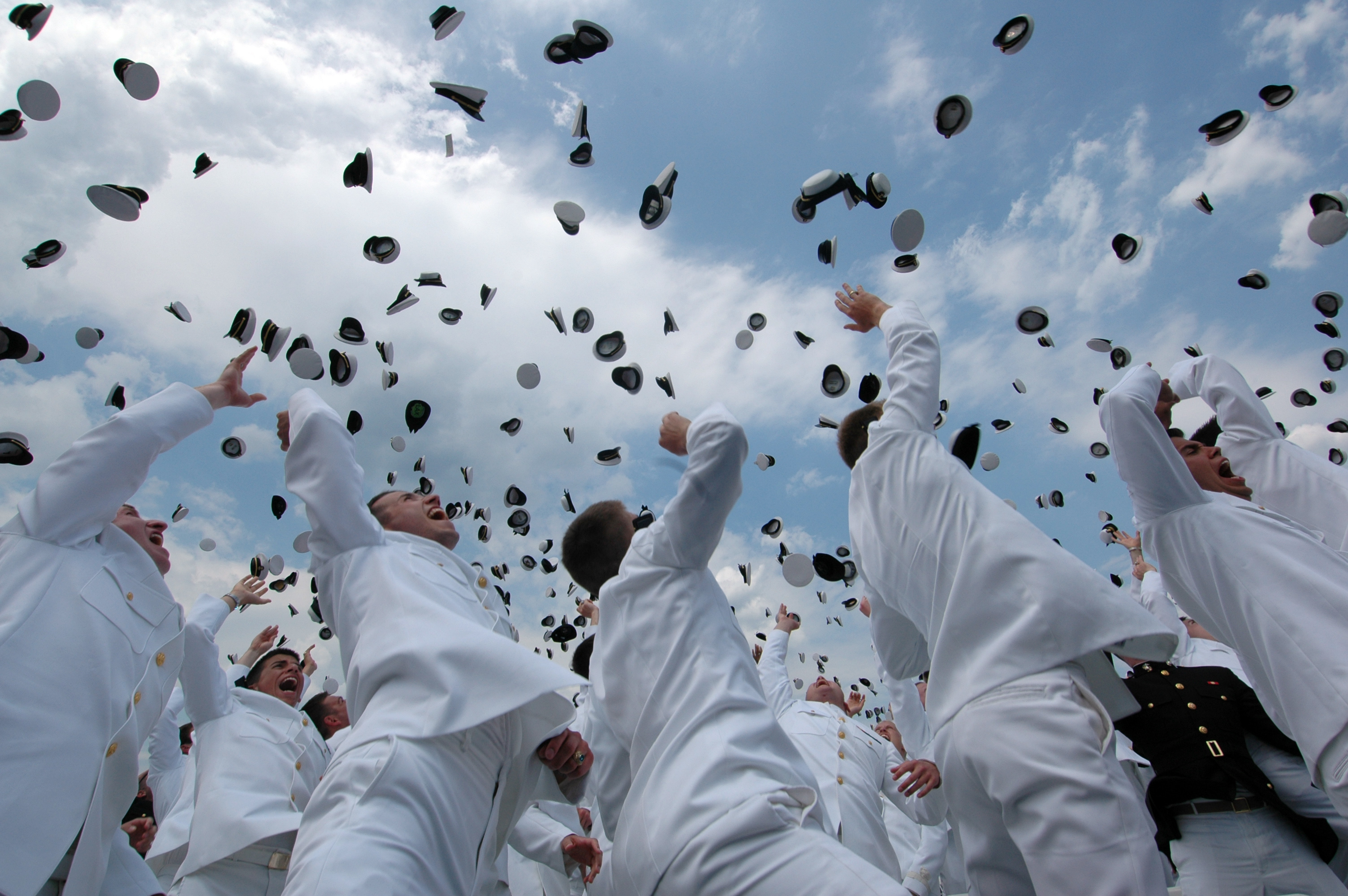